# Noel Rucastle
Noel Andrew Rucastle (ur. 22 kwietnia 1968 w Kimberley w Afryce Południowej) – południowoafrykański duchowny katolicki, biskup Oudtshoorn od 2020.

## Życiorys

### Prezbiterat
Święcenia kapłańskie przyjął 14 lipca 2000 i został inkardynowany do archidiecezji Kapsztadu. Pracował jako duszpasterz parafialny, a w latach 2011–2020 był także wikariuszem sądowym.

### Episkopat
4 maja 2020 papież Franciszek mianował go biskupem diecezji Oudtshoorn. Sakry biskupiej udzielił mu 8 sierpnia 2020 roku arcybiskup Stephen Brislin. 